# Johannes Theodor Laurent

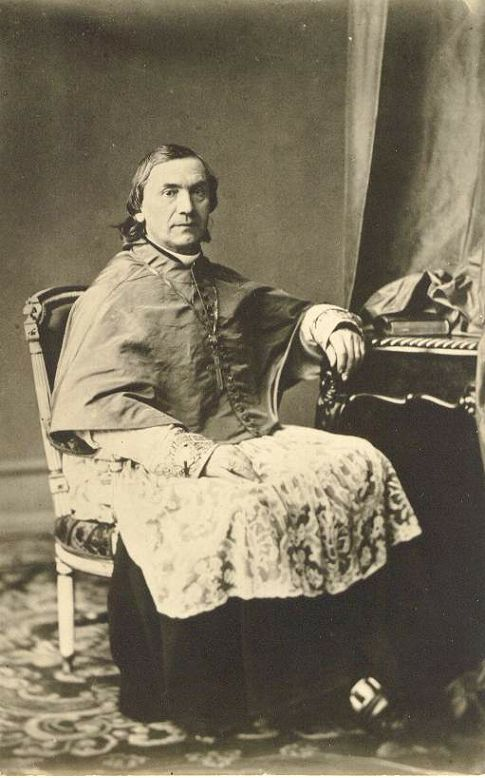

Johannes Theodor Laurent (* 6. Juli 1804 in Aachen; † 20. Februar 1884 in Simpelveld) war Apostolischer Vikar von Luxemburg.

## Leben
Johannes Theodor Laurent stammte aus einer Familie mit bescheidenem Wohlstand. Sein Vater, der Luxemburger Franz Laurent, hatte mit seiner aus Aachen stammenden Frau Gertrude Schönen 14 Kinder. Nach dem Besuch des Gymnasiums in Aachen studierte Johann Theodor zwei Jahre Theologie in Bonn. Da ihm die Vorlesungen des Professors Georg Hermes missfielen, wechselte er in das Bistum Lüttich, in dessen Priesterseminar er seine Studien fortsetzte. Hier wurde er am 14. März 1829 zum Priester geweiht. Von 1829 bis 1835 war er Vikar in Heerlen, von 1835 bis 1839 Pfarrer im belgischen Gemmenich, Ortsteil des heutigen Plombières. Im zu jener Zeit eskalierenden Kölner Kirchenstreit, in dem er durch eigene Schriften involviert war, stand Laurent auf Seiten des Gründers des Aachener Priesterkreises und Ultramontanisten, des Oberpfarrers Leonhard Aloys Joseph Nellessen, und argumentierte mit gegen die Thesen des Hermesianismus.
Laurent, der mit dem Leuvener Professor Karl Möller wie auch mit dem Brüsseler Nuntius Raffaele Fornari befreundet war, wurde am 17. September 1839 zum Apostolischen Vikar des Nordens und Titularbischof von Chersonesus in Creta ernannt. Am 27. Dezember 1839 empfing er in Lüttich die Bischofsweihe. Da Laurent auf Grund seiner Stellungnahme im Kirchenstreit von der Preußischen Regierung abgelehnt wurde, kam die Ernennung faktisch nicht zum Tragen und er suchte am 15. November 1840 um eine Entlassung aus seinem Amt nach. Bis dahin hatte er sich erneut in Aachen aufgehalten.
Am 1. Dezember 1841 zum Apostolischen Vikar von Luxemburg ernannt, wurde die Ernennung auf Wunsch Wilhelms des Zweiten der Niederlande, des Großherzogs von Luxemburg (in Personalunion König der Niederlande) noch einige Zeit geheim gehalten. Hier schlug er ein wie eine Bombe und es kam auch gleich zwischen dem streng römisch denkenden Laurent und der liberalen Regierung zu Auseinandersetzungen. Laurent, mehr Draufgänger als Diplomat, bemühte sich um die Errichtung eines Priesterseminars, ein geregeltes Pfarreiensystem und einen stärkeren kirchlichen Einfluss auf die Schulen.
Eigenen Angaben zufolge führte er 1843 in Luxemburg erfolgreich einen Exorzismus an einer angeblich von Teufel besessenen Frau durch. Der Bericht wurde als „Phänomen sechshundertjähriger Simplicität“ und Beweis dafür verspottet, dass „unter der Sonne kein Ding unmöglich“ sei, der Rektor des in der Erzählung Laurents erwähnten Redemptoristenklosters in Wittem distanzierte sich mit einer öffentlichen Warnung vom Missbrauch des Namens seines Klosters.
An der Spitze einer „sehr zahlreichen“ Prozession von Gläubigen seiner Diözese unternahm Laurent 1844 zu Fuß eine Wallfahrt zum Heiligen Rock nach Trier, wo er am 14. September von Bischof Arnoldi empfangen und unter Glockengeläut in die Stadt geleitet wurde.
Im Verlauf der Revolution 1848/49 kam es auch zu falschen Anschuldigungen gegen den Bischof und ein verstärktes Betreiben der Regierung um seine Entfernung. Schließlich verließ er am 1. Mai 1848 Luxemburg. Auch zahlreiche Bitten, wie die des Königs der Niederlande, führten zu keinem Einlenken der Regierung. Schließlich reichte Laurent, auf Bitten von Papst Pius IX., am 2. Juni 1856 seinen Rücktritt ein. Dieser wurde am 10. Juli 1856 angenommen und ihm von der Regierung in Luxemburg eine Pension bewilligt. Noch am 20. Mai 1856 ist es in Luxemburg zu einer Ehrenerklärung gekommen, die den Bischof rehabilitierte.
In Aachen lebte er im Haus seines Bruders, Stadtarchivar und Bibliothekar Josef Laurent, und beteiligte sich von hier aus an verschiedenen Klostergründungen. Besonders an der der Schwestern vom armen Kinde Jesus, deren geistlicher Direktor er auch wurde und in deren Kirche er regelmäßig predigte. 1879 folgte er diesen, da sie in der Folge des Kulturkampfes ins Exil gehen mussten, nach Simpelveld und fungierte hier als deren Hausgeistlicher. Sein Grab befindet sich auf dem Klosterfriedhof der Schwestern.
Laurent war im Umgang ein komplizierter Mensch und von einer gewissen Unausgeglichenheit. In seinem Handeln von Gefühlen und Stimmungen geführt, folgte er seinen Sympathien und Antipathien und konnte leicht spontan und energisch in seinen Äußerungen auftreten. In anderen Zeiten war er wieder voller Melancholie und Schwermut. Wenn es aber um die Katholische Kirche ging, so war er voller Energie und auch ohne Kompromiss und stets kampfbereit. Sich selbst verstand er als Kämpfer eines orthodoxen Glaubens, voller Abneigung gegen alles, was nach Hermesianismus roch. Mit einem großen theologischen Wissen ausgestattet, war er jedoch weniger ein Gelehrter als ein Agitator und Stürmer. Sein Mut, seine Aufrichtigkeit und seine Frömmigkeit flößten auch seinen Gegnern Respekt ein.

## Schriften
- Rechtfertigung des Herrn Erzbischofs von Köln gegen die politischen Beschuldigungen des Herrn Ministers von Altenstein. 1838.
- Des Hl. Petrus von Alkantara goldenes Büchlein von dem Gebete und der Betrachtung. Aachen 1839.
- Himmelsharfe. Katholisches Kirchenliederbuch, auch zum häuslichen Gebrauch. Luxemburg 1846.
- Katechismus der Römisch-Katholischen Religion, zunächst für das Apostolische Vikariat Luxemburg. Luxemburg 1847–1883.
- Größerer Katechismus. Luxemburg 1847–1879.
- Kleiner Katechismus. Luxemburg 1848–1883.
- Jesus Christus, die Wahrheit, der Weg und das Leben. Kanzelvorträge. Köln 1850.
- Die zeitlichen Segnungen des Christentums. Kanzelvorträge. Köln 1851.
- Die hl. Geheimnisse Mariä der jungfräulichen Gottesmutter. 3 Bände. Mainz 1856–1870.
- Les mystères de la s. Vierge Marie, Mère de Dieu. Sermons. 2 Bönde. Brüssel 1857.
- Rede zum 50. Priesterjubiläum des Hochw. Herrn Dr. L.A.J. Nellessen. Aachen 1858.
- Christologische Predigten. 2 Teile. Mainz 1860.
- Das hl. Evangelium unseres Herrn Jesus Christus nach Matthäus, Markus, Lukas und Johannes übersetzt und erklärt. Ein Handbuch für katholische Laien. Freiburg 1878.
- Oberhirtliche Aktenstücke 1842-1848; Geistliche Vorträge aus den Jahren 1871 und 1874. 4 Bände. Mskr. ASK.
- Sonntäglicher Unterricht über den Katechismus. Neuer Kursus. Band 1. Mskr. ASK.